# 順位・規模法則
順位・規模法則（じゅんい・きぼほうそく、英語: rank-size rule）は、都市の人口、会社の規模、文章内の単語など様々な分野における分析によって得られる、順位と規模の間に一定の関係が見られるとする経験則。特に都市の人口に関して言及する際、都市の順位・規模法則と呼ばれる。順位・規模の法則、ランク・サイズルールともいう。
本記事においては、都市の順位・規模法則について扱う。

## 概要
ある地域内に存在する都市について、地域内で人口第2位の都市の人口は人口第1位の都市の人口の半分、第3位の都市の人口は第1位の都市の{\displaystyle {\frac {1}{3}}}、すなわち、第n位（nは自然数）の都市の人口は第1位の都市の{\displaystyle {\frac {1}{n}}}となるという法則である。1913年にドイツの地理学者アウエルバッハ（Auerbach, F.）によって発見され、1949年にアメリカ合衆国の言語学者ジョージ・キングズリー・ジップが明確に規定した。数式で表せば、以下のようになる。
{\displaystyle P_{r}={\frac {P_{1}}{r^{q}}}}・・・（1）
ここで{\displaystyle P_{r}}は第r位の都市の人口（{\displaystyle P_{r}} >0, rは自然数）、{\displaystyle P_{1}}は第1位の都市の人口、qはパレート係数と呼ばれる順位の規模弾力性を表す定数である。（1）の両辺に自然対数をとると
{\displaystyle \log P_{r}=\log P_{1}-q\ \log r}
ここで、{\displaystyle \log P_{r}=y,\log P_{1}=a,\ \log r=x}（aは定数、x, yは変数）とおけば
y=-qx+aが得られる。
すなわち、順位規模法則に従う地域の各都市を両対数グラフ上にプロットすれば、1次関数のグラフが得られることを意味する。順位・規模法則に完全に一致する国はないが、日本やアメリカのような先進国は順位・規模法則に従う場合が多い。また、一国全体が順位・規模法則に従う場合、その国の中の部分的地域も、順位・規模法則に従うことが可能であることが、シミュレーションと理論を用いて明らかになっている。鈴木啓祐はこれを「ジップの順位規模法則の可分解性」と命名した。

## 順位・規模のパターン

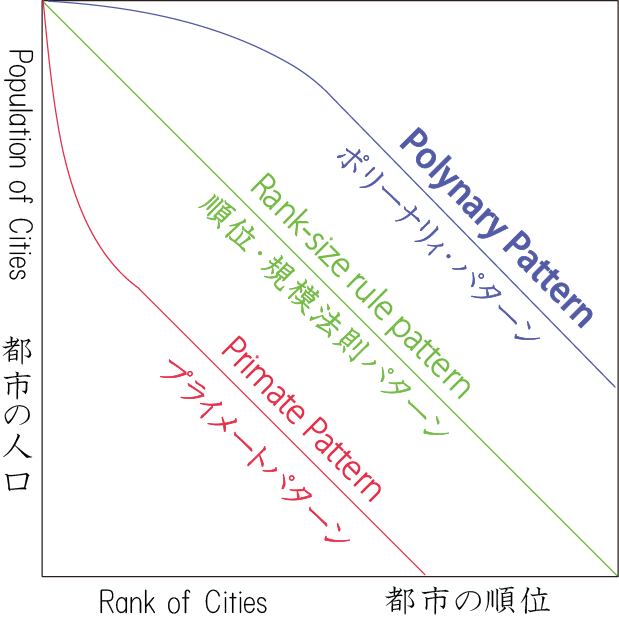
都市の人口規模と人口順位の関係
両対数グラフで示している。

世界各国の都市の順位と都市の規模を両対数グラフで示すと、3種類のパターンに分けることができる。
1. 順位・規模パターン（グラフ中の■緑色の直線）
対数正規型ともいう[15]。主に先進国のように高度に都市化が進んでいる国でみられる[9]。外国への経済依存が低く、政体は連邦制である国がこのパターンになりやすい[16]。
2. プライメイトパターン（グラフ中の■赤色の曲線）
首位都市型ともいう[15]。主に人口が少なく面積の小さい国に見られるが、例外的にフランスはこのパターンを示す[14]。外国への経済依存が高く、経済への政府の介入の多い国がこのパターンになりやすい[16]。経済発展の過程で次第に順位・規模法則パターンに移行していく[16]。
3. ポリーナリィパターン（グラフ中の■青色の曲線）
複数の都市がほぼ同規模で上位を占め、下位の都市が順位・規模法則パターンを示す[14]。オーストラリアなどに見られる[14]。

### プライマシィ指数
プライマシィ指数（Index of primacy、首位性指数）は、プライメイトシティ（首位都市）の首位性（プライマシィ、primacy）を測定する指標である。この値が高いほど首位性が高い、すなわちプライメイトパターンに近いと言える。プライマシィ指数は第1位の都市の人口を第2位の都市の人口で割って算出する。例えばフランスの場合、パリ大都市圏の人口が931.9万人、第2位のリヨン大都市圏の人口が126.2万人（いずれも1990年現在）であるから、プライマシィ指数Iは、I=931.9/126.2≒7.384となる。日本の場合、関東大都市圏の人口が37,273,866人、第2位の近畿大都市圏の人口が19,302,746人（いずれも2015年10月1日現在、国勢調査）であるから、プライマシィ指数Iは、I=37273866/19302746≒1.931となる。発展途上国、とくにラテンアメリカ諸国は高い値を示す。
首位性が高い（プライマシィ指数が高い）ことは、国全体の規模の経済・集積の経済の恩恵を受けることができるとする肯定的見解と、生活水準の不均衡や農村の退廃をもたらすとする否定的見解の両方がある。

## 適用例
順位・規模法則をさまざまな地域に適用しようとする試みが多くの研究者によってなされている。ここでは一例を示す。
- 日本への適用 - 吉村（1995）は日本の全市町村と全市、流通経済圏としてのエリアの3種類のデータ群に順位規模法則の適用を試みた[17]。全市町村では1000位から2800位までの間[注 3]で順位・規模法則が成立、全市では不成立、エリアでは緩い基準を使えば成立することが分かった[17]。
- 中国への適用 - 張（2006）は中国の東部を北京・天津地域、上海を含む長江デルタ地域、広州を含む珠江デルタ地域の3つに分け、それぞれに順位・規模法則の適用を試みた[19]。この結果、古い都市の多い北京・天津地域は順位・規模法則パターン、上海への集中が著しい長江デルタ地域はプライメイトパターン、外資系企業の投資により都市成長が進む珠江デルタ地域はプライメイトパターンと順位・規模法則パターンの中間形態を示した[20]。
- 日本のテーマパークへの適用 - 角本（2008）は都市の人口をテーマパークの年間入場者数、都市の順位を年間入場者数の順位に置き換えて、1994年から2004年までのデータを1年ごとに順位・規模法則へ適用しようとした[21]。角本が使用したデータは社団法人日本観光協会が発行する『数字で見る観光』であり、そこには東北サファリパーク・東京ディズニーランド・志摩スペイン村・ユニバーサルスタジオジャパン・シーガイアなど20のテーマパークが掲載されていた[22]。この結果、各年とも順位・規模法則に従うことが示された[23]。

日本における順位・規模法則の変遷(対数グラフ)。 1920年は順位・規模パターンであったが、1980年には首位パターンとなっている。